# Bolle Domus (schip, 1914)
De Bolle Domus is een Groninger boltjalk, die in 1914 werd gebouwd als Op Hoop van Zegen op de scheepswerf De Boer in Oude Pekela. Het schip werd gebouwd om dienst te doen als vrachtschip.

## Geschiedenis
De eerste eigenaren gebruikten het schip, toen nog Op Hoop van Zegen genoemd, dertien jaar als vrachtschip in het noorden van Nederland. Nadat zij het schip in 1927 verkochten wisselde het schip tot 1973 meerdere malen van naam en van eigenaar. Zo voer het onder meer onder de namen Ambulant, Berendiena, Simona, Verandering en Hillie. In 1973 werd het schip gekocht door de huidige eigenaren en kreeg het daarna de nieuwe naam Bolle Domus. In 1978 brandde het voorste gedeelte van het schip uit. In 1979 was het schip weer hersteld. De officiële ligplaats van het schip is de stad Groningen, maar de eigenaren zwerven er sinds 2004 regelmatig mee door West-Europa. De boot valt op door haar kleuren en de uitbundige bloementooi op het dek.
In 2007 was de  Bolle Domus een van de onderwerpen van de foto-expositie Uitgewerkt. Nieuwe mensen op oude schepen in het Noordelijk Scheepvaartmuseum in Groningen.

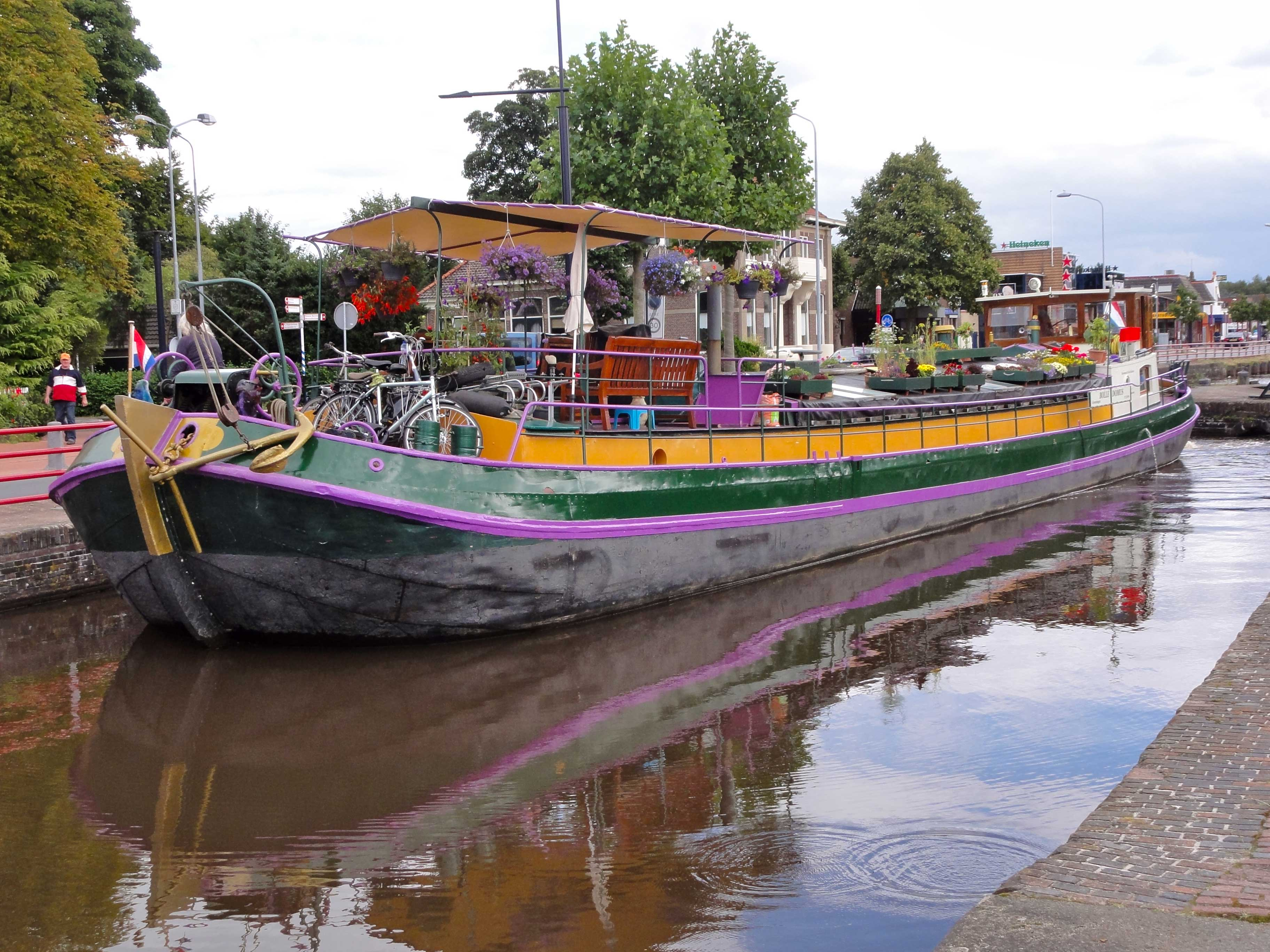
De Bolle Domus gezien vanaf de voorzijde bij het passeren van de Buinersluis in Stadskanaal